# Почесна відзнака «За заслуги перед містом-героєм Севастополем»
Почесна відзнака «За заслуги перед містом-героєм Севастополем» — нагорода Севастопольської міської ради громадянам на знак визнання їхніх видатних заслуг перед містом зі спеціальним статусом Севастополем та заохочення їхньої діяльності. Вручалася з 2005 по 2014 роки.

## Історія
Нагорода була заснована в 2005 році і вручалася до 2014 року, під час перебування міста Севастополя у складі України.

## Статут

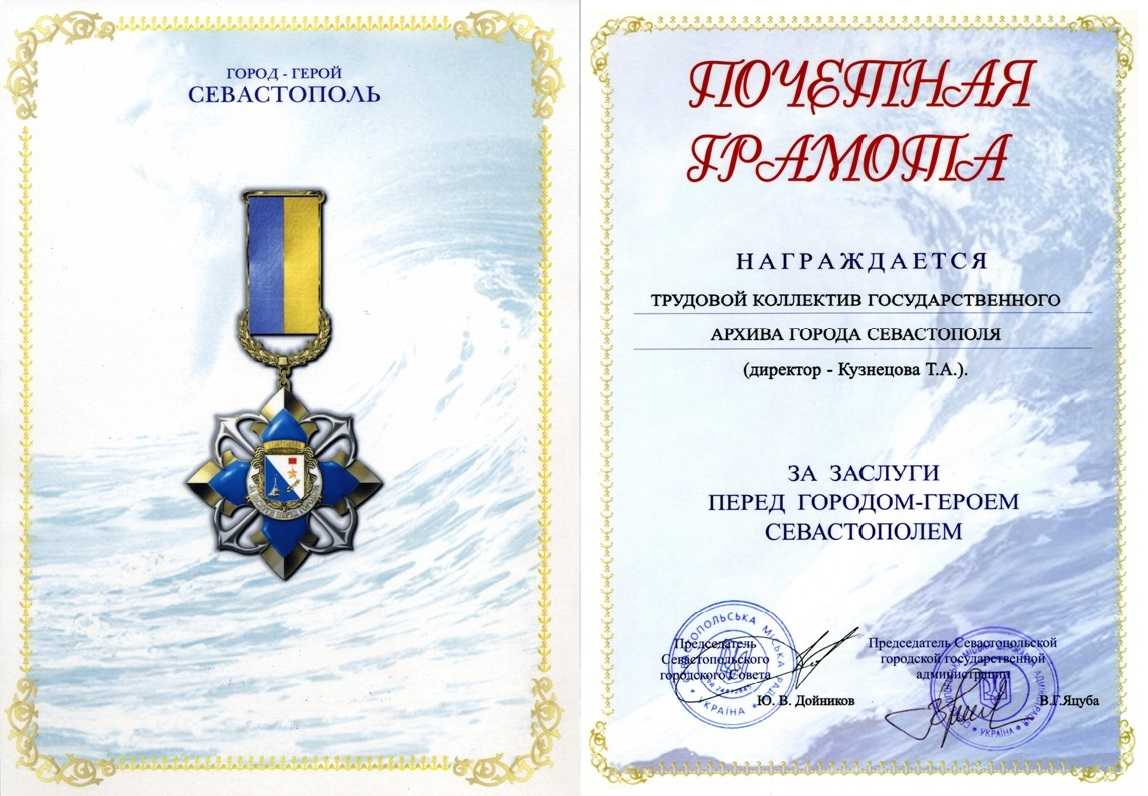
Почесна грамота к почесному знаку «За заслуги перед городом-героем Севастополем»

Почесна відзнака «За заслуги перед містом-героєм Севастополем» — друга за значимістю муніципальна нагорода Севастополя після почесного звання «Почесний громадянин Севастополя». Молодші нагороди за рівнем зменшення-Почесна грамота та грамота Севастопольської міської ради.
Номінантами на вручення почесного знаку можуть бути як жителі міста, так і громадяни інших держав і міст України.
Обґрунтуванням до вручення почесного знаку «За заслуги перед містом-героєм Севастополем» є: значний особистий внесок в економічну, науково-технічну, соціально-культурну, військову, громадську та інші сфери діяльності і заслуги перед жителями, сприяння становленню та розвитку Севастополя; багаторічну сумлінну працю, активну громадську і благодійну діяльність; самовідданість в екстремальних ситуаціях при захисті майна територіальної громади та об'єктів життєзабезпечення міста; досягнення визначних успіхів у навчанні та вихованні молодого покоління. Так само нагорода вручається з нагоди професійних свят, ювілейних, пам'ятних та інших знаменних дат і подій.
Вручення почесного знака проводилося головою Севастополя або одним з членів виконкому Севастопольської міської ради за його дорученням в урочистій обстановці з публічним висвітленням події.